# انداسیب، واواتینینا
انداسیب، واواتینینا (به لاتین: Andasibe, Vavatenina) یک سکونتگاه مسکونی در ماداگاسکار است که در آنالانجیروفو واقع شده‌است.

## خصوصیات
انداسیب ۲۰٬۰۰۰ نفر جمعیت دارد و ۵۵۴ متر بالاتر از سطح دریا واقع شده‌است.